# Sokna (Libië)
Sokna (Arabisch: سوكنة, Tamazight: Isuknen) is een oasestadje in de Sahara, gelegen in de regio Fezzan in het zuidwesten van Libië. Sokna ligt 16,5 kilometer ten zuidwesten van de districtshoofdstad Hun, in het district Al Jufrah.

## Geschiedenis
In de 19e eeuw was Sokna een stad, gelegen in een oase met dadelpalmbossen. De stad was ommuurd en had zeven poorten, waarvan een groot genoeg was om een geladen kameel door te laten.
Na de Italiaans-Turkse Oorlog (1911-1912) bezette Italië de twee delen van Libië, Cyrenaica en Tripolitanië, en annexeerde ze als kolonie van Italiaans-Libië. De infanterie-generaal Rodolfo Graziani veroverde Sokna van 13 februari tot 14 februari 1928. 
Tijdens de Italiaanse bezetting van Libië was de districtshoofdstad Hun het administratieve centrum van de regio Fezzan, die de Italianen “Territorio del Sahara Libico” noemden.
Gedurende de tijd onder Moammar al-Qadhafi werd de stad geassocieerd met de bevrijdingsoorlogen tegen de Italiaanse koloniale macht. In 1982 gaf de Libische Jamahiriya (Libische Volksrepubliek) een postzegel uit in de serie “Veldslagen van Libië”, onder de titel “Veldslag van Sokna”.